# Жан-Клод Ван Дам
Жан-Клод Камий Франсоа Ван Варенберг (на френски: Jean-Claude Camille François Van Varenberg), по-известен като Жан-Клод Ван Дам, е белгийски актьор, майстор по бойни изкуства, филмов производител и боен хореограф, който е известен с екшън филмите си, от които най-известни са „Ченге във времето“ и „Универсален войник“. Неговият белгийски произход и специфичната му физика, му дават и прякора Мускулите от Брюксел. Той е от поколението филмови герои, които въплъщават типичния филмов екшън герой, също като Силвестър Сталоун, Арнолд Шварценегер, Долф Лундгрен, Уесли Снайпс, Чарлс Бронсън, Чък Норис и Стивън Сегал. Добре познат е със своята мускулеста фигура. В най-добрата си форма Ван Дам е висок 177 см.

## Биография

### Ранни години
Ван Дам е роден в Синт Агата - Берхем (Брюксел), Белгия на 18 октомври 1960 г. Син е на Елиана и Еужин ван Варенберг – счетоводител и собственик на магазин за цветя. Започва да се занимава с бойни изкуства когато е на десет години като е привлечен към шо-то-кан стила от баща си.
Ван Дам се е женил пет пъти, в това число два пъти за настоящата му съпруга (която е състезател по бодибилдинг и фитнес) Гладис Португес. Има три деца: Кристофър ван Варенберг, роден през 1987 г., Биянка, родена през 1990 г. и Никълъс, роден през 1995 г.
Съпруги:
- Дарси ЛаПиер: 3 февруари 1994 – ноември 1997 (разведен, 1 дете)
- Гладис Португес: 3 януари 1987 – 1992 (разведен); 25 юни 1999 – (2 деца)
- Синтия Дердериян: 24 август 1985 – 1986 (разведен)
- Мария Родригес: 25 август 1980 – 1984 (разведен)

### Филмова кариера
Във филма „Двоен удар“ Ван Дам играе ролите на Алекс и Чад Вагнер, двама братя, които се борят, за да отмъстят за смъртта на родителите си. Филмът затвърждава вече познатия на публиката от филма „Кървав спорт“ образ на актьора като специалист по бойни изкуства. След това участва с Долф Лундгрен (негов противник) в екшън филма „Универсален войник“ (1992 г.). В САЩ филма събира приходи в размер на 36 299 898 долара, а успехът му извън страната е още по-голям – над 65 млн. долара, или доста над скромния му бюджет от 20 млн. долара.
След това Ван Дам участва в „Без изход“ (1993), „Трудна мишена“ (1993) и „Ченге във времето“ (1994). Последният филм е с огромен успех и надхвърля 100 милиона долара приходи от целия свят. В него Ван Дам играе ченге, пътуващо във времето, което се опитва да предотврати смъртта на жена си. Това остава и филмът на Ван Дам с най-големи приходи.
След ролята му в хладно приетия „Уличен боец“, неговите проекти бележат спад в боксофис класациите. „Търсенето“ (1996), който самият той режисира, „Максимален риск“ (1996) и „Двойна комбина“ (1997) събират общо по-малко от 50 милиона долара.
Ван Дам за кратко работи и с режисьора Джон Мактиърнън за филма „Хищникът“ като извънземния, преди да бъде заменен от Кевин Питър Хол.

## Филми
| Година | Заглавие                              | Роля                                | Оригинално заглавие                 | Бележки                                                              |
| ------ | ------------------------------------- | ----------------------------------- | ----------------------------------- | -------------------------------------------------------------------- |
| 1979   | Жена между вълк и куче                | Гледач на филми / Човек в градината | Woman Between Wolf and Dog          | Не кредитирана екстра                                                |
| 1984   | Брейкданс                             | Зрител в поредица от първи танц     | Breakin                             | Не кредитирана екстра                                                |
| 1984   | Изчезнал по време на акция            | Войник                              | Missing in Action                   | Не кредитирана екстра; също така каскадьор                           |
| 1984   | Монако завинаги                       | Гей каратист                        | Monaco Forever                      | Късометражен филм; камео                                             |
| 1985   | Няма място за отстъпление             | Иван „Руснака“ Крушенски            | No Retreat, No Surrender            |                                                                      |
| 1987   | Хищникът                              | Никой                               | Predator                            | Само не кредитиран дубльор                                           |
| 1988   | Кървав спорт                          | Франк Дукс                          | Bloodsport                          | Също така не кредитиран монтажист                                    |
| 1988   | Черен орел                            | Андрей                              | Black Eagle                         |                                                                      |
| 1989   | Киборг                                | Гибсън Рикенбакър                   | Cyborg                              | Също така не кредитиран монтажист                                    |
| 1989   | Кикбоксьорът                          | Кърт Слоун                          | Kickboxer                           | Също така история, боен режисьор и боен хореограф                    |
| 1990   | Лъвско сърце                          | Лион „Лъвско сърце“ Готие           | Lionheart                           | Също така сценарист/история и боен хореограф                         |
| 1990   | Смъртна присъда                       | Детектив Луис Бърк                  | Death Warrant                       |                                                                      |
| 1991   | Двоен удар                            | Алекс Вагнер / Чад Вагнер           | Double Impact                       | Двойна роля; също така сценарист/история, продуцент и боен хореограф |
| 1992   | Универсален войник                    | Редник Люк Деверо / Джи Ар 44       | Universal Soldier                   |                                                                      |
| 1993   | Невъзможно бягство                    | Сам Гилън                           | Nowhere to Run                      |                                                                      |
| 1993   | Последният екшън герой                | Себе си                             | Last Action Hero                    | Камео                                                                |
| 1993   | Трудна мишена                         | Шанс Будро                          | Hard Target                         |                                                                      |
| 1994   | Ченге във времето                     | Агент Макс Уокър / Агент Макс Уокър | Timecop                             | Двойна роля                                                          |
| 1994   | Уличен боец                           | Полковник Уилям Ф. Гийл             | Street Fighter                      |                                                                      |
| 1995   | Внезапна смърт                        | Дарън МакКорд                       | Sudden Death                        |                                                                      |
| 1996   | Приключението                         | Кристофър Дюбоа                     | The Quest                           | Също така режисьор и история                                         |
| 1996   | Максимален риск                       | Детектив Ален Моро / Михаил Суверов | Maximum Risk                        | Двойна роля                                                          |
| 1997   | Двойна комбина                        | Агент Джак Пол Куин                 | Double Team                         |                                                                      |
| 1998   | Разкатаване                           | Маркъс Рей                          | Knock Off                           |                                                                      |
| 1998   | Легионерът                            | Ален Лефевр                         | Legionnaire                         | Директно-за-видео; също така история и продуцент                     |
| 1999   | Универсален войник: Завръщането       | Редник Люк Деверо                   | Universal Soldier: The Return       | Също така продуцент                                                  |
| 1999   | Пустинна жега                         | Еди Ломакс                          | Inferno                             | Ограничено пускане; също така продуцент                              |
| 2001   | Двойник                               | Едуард „Факелът“ Гарот / Двойник    | Replicant                           | Директно-за-видео; двойна роля                                       |
| 2001   | Орденът                               | Руди Кафмайер / Чарлз Льо Вайлан    | The Order                           | Директно-за-видео; двойна роля; също така сценарист                  |
| 2002   | Извън контрол                         | Агент Жак Кристоф                   | Derailed                            | Директно-за-видео                                                    |
| 2003   | Ад                                    | Кайл Лебланк                        | In Hell                             | Директно-за-видео                                                    |
| 2004   | Нарко                                 | Себе си                             | Narco                               |                                                                      |
| 2004   | Пробуждането на Смъртта               | Бен Арчър                           | Wake of Death                       | Директно-за-видео                                                    |
| 2005   | Тежка кавалерия                       | Филип Соваж                         | The Hard Corps                      | Директно-за-видео; също така не кредитиран боен хореограф            |
| 2006   | Заместникът                           | Командир Сам Кийнън                 | Second in Command                   | Директно-за-видео                                                    |
| 2006   | Изпит                                 | Чарлз                               | The Exam                            |                                                                      |
| 2007   | До смърт                              | Детектив Антъни Стоу                | Until Death                         | Директно-за-видео                                                    |
| 2008   | Пастирът                              | Детектив Джак Робидо                | The Shepherd: Border Patrol         | Директно-за-видео                                                    |
| 2008   | Ж.К.В.Д.                              | Себе си                             | JCVD                                | Ограничено пускане; също така изпълнителен продуцент                 |
| 2009   | Универсален Войник: Регенерация       | Редник Люк Деверо                   | Universal Soldier: Regeneration     | Ограничено пускане                                                   |
| 2011   | Кунг-фу панда 2                       | Майстор Крок                        | Kung Fu Panda 2                     | Глас роля                                                            |
| 2011   | Игри на смъртта                       | Винсент Бразилия                    | Assassination Games                 | Ограничено пускане; също така изпълнителен продуцент                 |
| 2011   | Араб в града                          | Полковник Мерот                     | Beur sur la ville                   | Камео                                                                |
| 2012   | Ржевски срещу Наполеон                | Себе си                             | Rzhevsky versus Napoleon            | Камео                                                                |
| 2012   | Драконови очи                         | Жан-Луи Тиано                       | Dragon Eyes                         | Ограничено пускане                                                   |
| 2012   | Непобедимите 2                        | Жан Вилейн                          | The Expendables 2                   |                                                                      |
| 2012   | Универсален Войник: Ден на разплатата | Редник Люк Деверо                   | Universal Soldier: Day of Reckoning | Ограничено пускане                                                   |
| 2012   | 6 Куршума                             | Самсон Галия                        | Six Bullets                         | Директно-за-видео; също така изпълнителен продуцент                  |
| 2012   | НЛО                                   | Джордж                              | U.F.O.                              | Ограничено пускане                                                   |
| 2013   | Добре дошли в джунглата               | Сторм Ротшилд                       | Welcome to the Jungle               | Ограничено пускане                                                   |
| 2013   | Наближаващи врагове                   | Ксандър                             | Enemies Closer                      | Ограничено пускане                                                   |
| 2013   | Знойна                                | Стилман                             | Swelter                             | Директно-за-видео                                                    |
| 2015   | Жива плът                             | Агент Дякон Лайл                    | Pound of Flesh                      | Ограничено пускане; също така изпълнителен продуцент                 |
| 2015   | Джей Иън Бинг човек                   | Себе си                             | Jian Bing Man                       | Камео                                                                |
| 2016   | Кунг-фу панда 3                       | Майстор Крок                        | Kung Fu Panda 3                     | Глас роля                                                            |
| 2016   | Кикбоксьор                            | Майстор Дюран                       | Kickboxer: Vengeance                | Ограничено пускане                                                   |
| 2017   | Избий всички                          | Филип                               | Kill 'Em All                        | Директно-за-видео                                                    |
| 2018   | Кикбоксьор: Възмездие                 | Майстор Дюран                       | Kickboxer: Retaliation              | Ограничено пускане; също така изпълнителен продуцент                 |
| 2018   | Черна вода                            | Агент Скот Уилър                    | Black Water                         | Ограничено пускане; също така изпълнителен продуцент                 |
| 2018   | Лукас                                 | Лукас                               | The Bouncer                         | Ограничено пускане                                                   |
| 2019   | Умираме млади                         | Даниел                              | We Die Young                        | Ограничено пускане; също така изпълнителен продуцент                 |
| 2021   | Убийствена репутация                  | Агент Ричард Брюмер / Мъглата       | The Last Mercenary                  |                                                                      |
| 2021   | Хейтъри                               | Томас фен                           | Haters                              |                                                                      |
| 2022   | Миньоните 2                           | Жан-Клауд                           | Minions: The Rise of Gru            | Глас роля                                                            |
| 2024   | Тъмната страна на човека              | Агент Ръсел Хач                     | Darkness of Man                     | Стрийминг пускане; също така история и изпълнителен продуцент        |
| 2024   | Избий всички 2                        | Филип                               | Kill 'Em All 2                      | Стрийминг пускане; също така изпълнителен продуцент                  |
| 2025   | Градинарят                            | Лео                                 | The Gardener                        |                                                                      |
|        | Френчи                                | Френчи                              | Frenchy                             | Също така сценарист, режисьор, продуцент и монтажист; завършен       |

## Телевизия
| Година      | Заглавие                              | Оригинално заглавие                        | Роля                                | Бележки                                                              |
| ----------- | ------------------------------------- | ------------------------------------------ | ----------------------------------- | -------------------------------------------------------------------- |
| 1994        | Зиг и Заг: Развлекателни полицаи      | Zig & Zag: Entertainment Cops              | Себе си                             | Телевизионен филм                                                    |
| 1996        | Приятели                              | Friends                                    | Себе си                             | Епизод; „Един след супербоул: Част 2“                                |
| 2004        | Лас Вегас                             | Las Vegas                                  | Себе си                             | Епизод; „Умри бързо, умри яростен“                                   |
| 2009        | Пиле робот                            | Robot Chicken                              | Себе си / Граф Дракула / Рет Бътлър | Епизод; „Морис беше хванат“; глас роля                               |
| 2011        | Жан Клод Ван Дам: Зад затворени врати | Jean Claude Van Damme: Behind Closed Doors | Никой                               | Само изпълнителен продуцент                                          |
| 2011        | Рани                                  | Rani                                       | Никой                               | Само допълнителен диалог на 1 епизод                                 |
| 2016 – 2017 | Жан-Клод Ван Джонсън                  | Jean-Claude Van Johnson                    | Себе си / Филип                     | 6 епизода; двойна роля; също така изпълнителен продуцент на 1 епизод |

## Реклама
| Година | Заглавие                                      | Оригинално заглавие                          | Роля    | Бележки |
| ------ | --------------------------------------------- | -------------------------------------------- | ------- | ------- |
| 2013   | Волво Камиони: Епичният шпагат подвиг Ван Дам | Volvo Trucks: The Epic Split feat. Van Damme | Себе си |         |

## Музикални клипове
| Година | Заглавие                   | Оригинално заглавие         | Роля                    | Изпълнител                                   | Бележки              |
| ------ | -------------------------- | --------------------------- | ----------------------- | -------------------------------------------- | -------------------- |
| 1992   | „Броят на тялото в къщата“ | „Body Count's in the House“ | Себе си                 | Брой на Тялото                               | Не кредитирано камео |
| 1994   | „Времето не ми позволява“  | „Time Won't Let Me“         | Себе си                 | Смитерийн                                    |                      |
| 1994   | „Право в краката ми“       | „Straight to My Feet“       | Полковник Уилям Ф. Гийл | Хамър фт. Деион Сандърс                      |                      |
| 1999   | „Смачкай ги“               | „Crush 'Em“                 | Редник Люк Деверо       | Мегадет                                      |                      |
| 2003   | „Целуни очите ми“          | „Kiss My Eyes“              | Себе си                 | Боб Синклар                                  |                      |
| 2015   | „Хъм“                      | „The Hum“                   | Себе си                 | Димитри Вегас и като Майк срещу Умет Йозджан |                      |

## Саундтрак изяви
| Година | Заглавие                  | Оригинално заглавие | Песен                       | Бележки           |
| ------ | ------------------------- | ------------------- | --------------------------- | ----------------- |
| 1991   | Гласове, които ги е грижа | Voices That Care    | „Гласове, които ги е грижа“ | Телевизионен филм |

## Видеоигри
| Година | Заглавие            | Оригинално заглавие       | Глас роля               | Бележки                              |
| ------ | ------------------- | ------------------------- | ----------------------- | ------------------------------------ |
| 1995   | Уличен боец: Филмът | Street Fighter: The Movie | Полковник Уилям Ф. Гийл | Живо действие видео с пълно движение |
| 2021   | Хитмен 3            | Hitman 3                  | Макс Валиант            |                                      |
| 2023   | Мортал Комбат 1     | Mortal Kombat 1           | Джони Кейдж             |                                      |

## Видеоклип
| Година | Заглавие                                     | Оригинално заглавие            | Глас роля | Бележки |
| ------ | -------------------------------------------- | ------------------------------ | --------- | ------- |
| 2014   | ЖКВД Направи моето филмово предизвикателство | JCVD's Make My Movie Challenge | Себе си   |         |

### Двойни роли
Ван Дам е участвал в много „двойни роли“ в рамките на един и същ филм. Повечето са на различни герои, но в Ченге във времето той играе един и същ герой от различни периоди на живота си. Тези сцени често изискват специални ефекти, за да се комбинира един и същ актьор в различните роли в една сцена.
Към настоящия момент Ван Дам е играл двойни роли в следните филми:
- Двоен удар – Ван Дам играе двама братя разделени веднага след раждането им и отгледани в различни държави и различна социална среда.
- Ченге във времето – играе две версии на един и същ герой, който се среща със себе си във времево-пространсвения континуум.
- Максимален риск – играе двама братя близнаци разделени при раждането, единият от които е убит.
- Орденът – играе двама различни герои в различни ери.
- Двойник – Ван Дам играе сериен убиец и неговия клониран двойник.